# Lore
A Lore a Clannad zenekar tizennegyedik stúdióalbuma, mely 1996-ban jelent meg. A dalokat az írországi Windmill Lane és a Greenhouse stúdiókban vették fel 1995-ben, a produceri munkálatokat Ciarán Brennan mellett Hugh Padgham és Denis Woods irányította.
A lemezen tizenegy új dal hallható, melyek közül egy instrumentális, öt angol nyelvű és öt pedig ír és skót gael nyelven hallható. A kritikák szerint a Lore egyike a legerősebb Clannad-lemeznek.
1997-ben Grammy-díjra jelölték New Age kategóriában, de a díjat a zenekar tagjainak testvére, Enya kapta meg a The Memory Of The Trees című lemezéért.

## Dalok
1. Croí Cróga (Ciarán Brennan) – 5:00
2. Seanchas (C. Brennan) – 4:56
3. A Bridge (That Carries Us Over) (C. Brennan) – 4:32
4. From Your Heart (Máire Brennan) – 5:14
5. Alasdair MacColla (Traditional) – 2:13
6. Broken Pieces (M. Brennan) – 4:53
7. Tráthnóna Beag Aréir (Traditional) – 6:38
8. Trail of Tears (Noel Duggan) – 5:17
9. Dealramh Go Deo (C. Brennan) – 5:05
10. Farewell Love (M. Brennan) – 4:44
11. Fonn Mhárta (C. Brennan) – 3:32